# Pokrzywno (województwo pomorskie)
Pokrzywno (dodatkowa nazwa w j. kaszub. Pòkrziwno, niem. Pokrzywno) – kolonia kaszubska w Polsce położona w województwie pomorskim, w powiecie chojnickim, w gminie Brusy na wschodnim krańcu Zaborskiego Parku Krajobrazowego nad jeziorem Trzemeszno. Osada wchodzi w skład sołectwa Męcikał.
W latach 1975–1998 miejscowość administracyjnie należała do województwa bydgoskiego.
Inne miejscowości o nazwie Pokrzywno: Pokrzywno